# Besnik Hasi
Besnik Hasi, né le 29 décembre 1971 à Gjakovë en Yougoslavie  (aujourd'hui au Kosovo), est un footballeur international et entraîneur albanais. Il est actuellement l'entraîneur du RSC Anderlecht.

## Biographie

### Carrière de joueur
Il a commencé sa carrière de joueur au KF Vëllaznimi avant de rejoindre le KF Prishtina. Ensuite, il va poursuivre sa carrière en Croatie pour jouer au Dinamo. En Croatie, il joue aussi au NK Samobor. Lors du mercato hivernal 1994, il tente l'aventure en Belgique au KRC Genk. Après une expérience infructueuse dans le club allemand du TSV Munich 1860, il retourne au KRC Genk où il remporte notamment le titre de champion de Belgique conquis lors de la saison 1998-1999 et une coupe de Belgique lors de la saison 1999-2000, finale remportée 4-1 face au Standard de Liège où il inscrit un somptueux coup franc.
En mai 2000, il s'engage avec le RSC Anderlecht. Il participe à la fabuleuse épopée du Sporting en Ligue des champions lors de la saison 2000-2001. Il joue cinq saisons sous les couleurs anderlechtoises où il remporte trois titres de champion de Belgique.
Lors de la saison 2005-2006, il part à Lokeren et la saison suivante, au Cercle de Bruges où il termine sa carrière de joueur.
Comme bon nombre de joueurs kosovars, il peut choisir de représenter la sélection yougoslave (devenue Serbie par la suite) ou la sélection albanaise, d'une part parce que l'état indépendant du Kosovo n'a été reconnu en tant que tel qu'en 2008, et d'autre part parce que cette nation n'est pas inscrite à la FIFA ni à l'UEFA. Il choisit d'évoluer sous les couleurs albanaises où il totalise 50 sélections.

### Carrière d’entraîneur

#### RSC Anderlecht: adjoint puis T1
Hasi arrête sa carrière de joueur à la fin de la saison 2007-2008 et retourne au RSC Anderlecht afin d'y être l'assistant de l’entraîneur Ariël Jacobs. En juin 2012, il devient le seul T2 du RSC Anderlecht et assiste l'entraîneur du RSC Anderlecht, John van den Brom. 
Le 10 mars 2014, John van den Brom est remercié par la direction du RSC Anderlecht et Hasi prend les commandes au poste de T1 jusqu'à la fin de saison. Réalisant d'excellents PO1, il permet au club bruxellois de remporter son 33e titre de champion de Belgique. Il prolonge naturellement son contrat de deux saisons.
Après la saison 2015-2016, la direction anderlechtoise décide de stopper la collaboration avec Hasi, notamment à la suite de deux saisons blanches avec aucun trophée remporté. 

#### Legia Varsovie: un échec cuisant
Le 5 juin 2016, Besnik Hasi signe pour deux saisons au club polonais du Legia Varsovie. 
Le 18 septembre 2016, après seulement trois mois à son poste, il est limogé en raison de ses mauvais résultats avec le club. Le Legia Varsovie venait en effet de concéder sa quatrième défaite de la saison (après neuf rencontres) et pointait à la 14e place du championnat polonais (sur 16 équipes). Hasi était sur la sellette depuis quelque temps déjà et en particulier depuis la déroute du Legia Varsovie sur son terrain face au Borussia Dortmund (0-6) lors de la première journée de la Ligue des champions le 14 septembre 2016.

#### Olympiakos: remplacé par son prédécesseur
Arrivé le 8 juin 2017 du côté d'Athènes à l'Olympiakos, il n'aura tenu que 109 jours sur le banc du ténor grec : il est limogé le 25 septembre 2017 et remplacé par Takis Lemonis, qui était intérimaire de mars à juin 2017 au sein de ce même club.

#### Al Raed: l’aventure arabe
Le 26 juillet 2018, Besnik Hasi retrouve de l'embauche en Arabie saoudite. Il devient l'entraîneur principal du club de Al-Raed.
Durant sa première saison en Arabie saoudite, le club de Besnik Hasi finit à la huitième place du championnat.
Durant sa deuxième saison, Besnik Hasi fait mieux : le club termine sixième et était tout proche des places asiatiques.
Besnik Hasi prolonge son contrat d'une saison le 19 juillet 2020.

#### Retour en Belgique, au KV Malines
Le 8 novembre 2023, Besnik Hasi signe un contrat jusqu'à la fin de la saison 2023-2024 à Malines. Il succède à Steven Defour, limogé pour manque de résultats.
Il prend officiellement ses fonctions le lundi 13 novembre 2023.
Il parvient à redresser le club et termine 8e de la phase classique, à 2 points des Champion Playoffs. Le club finit 2e durant les Europe Playoffs.
Le 31 mai 2024, Besnik Hasi prolonge en tant qu'entraîneur principal du club en signant un nouveau contrat de deux saisons. Il est néanmoins remercié en mars 2025 à l'issue de la phase classique.

## Palmarès

### Joueur
KRC Genk
- Champion de Belgique en 1999.
- Vainqueur de la Coupe de Belgique en 2000.

 RSC Anderlecht
- Champion de Belgique en 2001, 2004 et 2006.
- Vainqueur de la Supercoupe de Belgique en 2000 et 2001.

### Entraîneur
- Champion de Belgique en 2014.
- Vainqueur de la Supercoupe de Belgique en 2014.

## Distinctions personnelles
- Coach de l'année avec le RSC Anderlecht en 2014.